# Ergot (typographie)
Pour les articles homonymes, voir Ergot et Sécante.

Lettre minuscule s long (romain et italique) avec un ergot.

L’ergot ou la sécante est un petit trait horizontal, ressemblant à un empattement, rattaché à la hauteur d’x au fût de certains caractères dans certaines polices d’écriture latine. On le retrouve souvent sur le glyphe de la lettre minuscule s long ſ, ou par extension sur la lettre minuscule eszett ß, ou encore dans le Romain du roi sur la lettre minuscule l.
Il n’est pas à confondre avec l’éperon, petit trait ressemblant aussi parfois a un empattement.